# Mina Tintaya

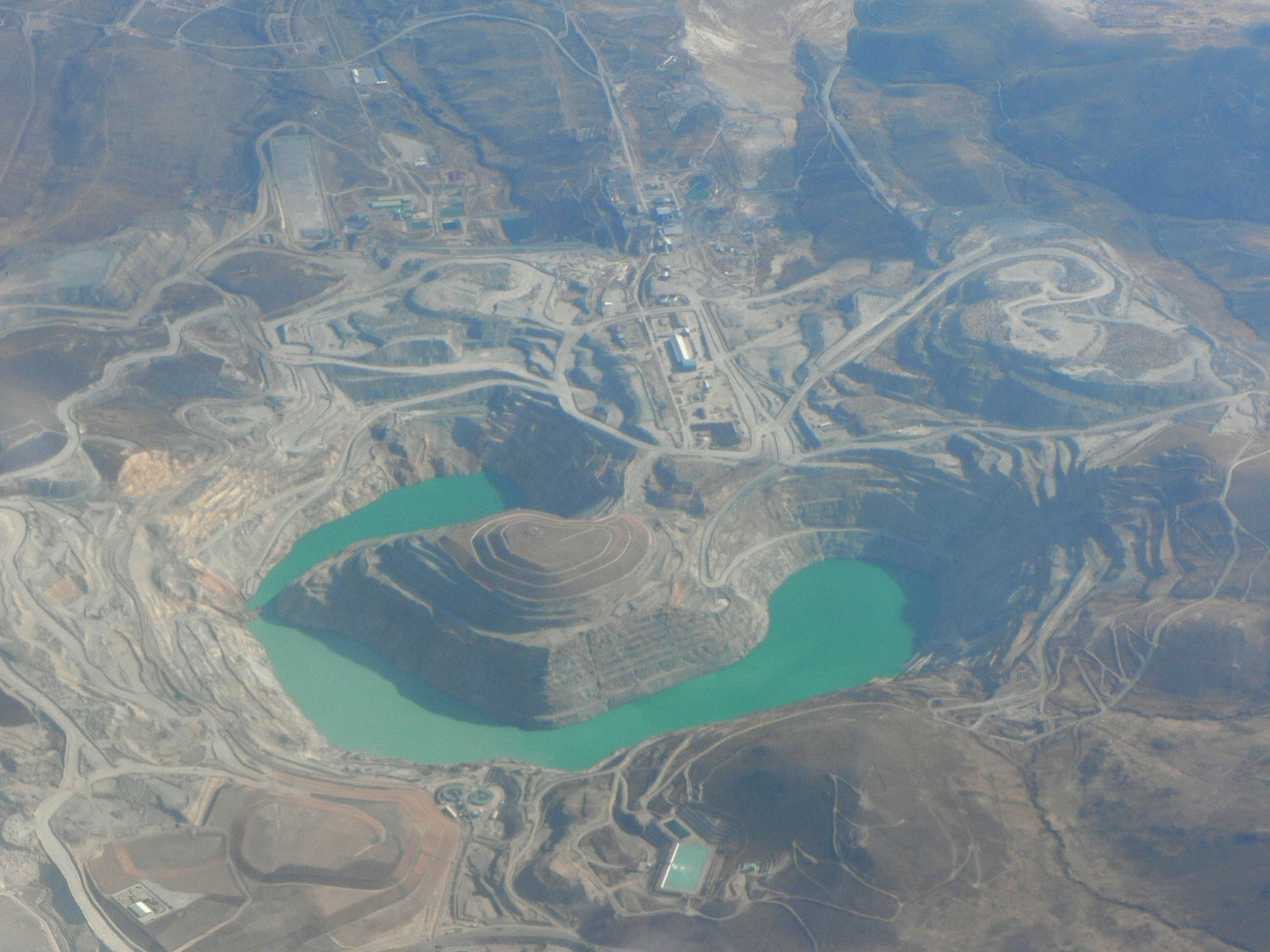
Mina de cobre Tintaya vista desde el aire

Tintaya (quechua para el capullo que contiene la crisálida de la polilla) era el nombre de una mina de cobre peruana ubicada en la región Cusco, provincia de Espinar, distrito de Yauri, al sureste de Yauri a una altitud de 4000 m s.n.m.
Era propiedad de la corporación suiza Xstrata (ahora fusionada con Glencore), la cual la adquirió por un total de 908 millones de francos suizos durante el 2006.
La tasa de procesamiento de mineral era de 200 000 toneladas por año y la fase de construcción de la mina requirió una inversión de 1 500 millones de dólares. Se contrató a Bechtel para la viabilidad y EPCM para la mina.
La mina tuvo problemas cuando BHP Billiton realizaba operaciones interrumpidas en 2003. Durante el 2012 la mina Tintaya empezó un proceso de cierre, ese mismo año la Compañía Minera Antapaccay inicia operaciones en el lugar.